# Allium trifurcatum
Allium trifurcatum — вид рослин з родини амарилісових (Amaryllidaceae); ендемік Китаю.

## Опис
Коріння подовжене, порівняно товсте. Цибулини скупчені, циліндричні, прикріплені до горизонтального кореневища; оболонка сірувато-чорна. Листки широко лінійні, коротші від стеблини, 4–10 мм завширшки, серединна жилка чітка. Стеблина (14)20–30 см, циліндрична, вузько 2-крила, вкрита листовими піхвами лише в основі. Зонтик мітлоподібний, нещільно мало-квітковий. Оцвітина біла, розлого-воронкоподібна; сегменти від вузько довгастих до довгасто-ланцетоподібних, рідко яйцеподібні, (4)6–8 × 1.7–2 мм; внутрішні трохи довші, ніж зовнішні. Період цвітіння та плодоношення: кінець травня – серпень.

## Поширення
Ендемік Китаю — південно-західний Сичуань, північно-західний Юньнань.
Населяє ліси, чагарники, вологі схили, береги потоків; 3000–4000 м.